# Valfar
Terje Bakken (Sogndal, Noruega, 3 de septiembre de 1978-Sogndal, Noruega, 14 de enero de 2004), más conocido por su nombre artístico Valfar, fue un cantante noruego conocido por ser el vocalista y fundador de la banda noruega de black metal Windir. 
El grupo comenzó inicialmente como un proyecto personal de Valfar, por lo cual no fue conocida oficialmente como "banda" hasta el lanzamiento de su tercer álbum, 1184, en donde Valfar, gracias a su baterista Jørn Holen y el bajista Hvàll, se alió con los integrantes de la banda Ulcus quienes vivían en el mismo vecindario y habían colaborado en la distribución de su demo Det Gamle Riket (1995) además de colaboraciones en presentaciones en vivo, asimismo compartían las mismas ideas que él. Valfar originalmente cantó los temas en sognamål, un dialecto del noruego, pero posteriormente cambió su decisión hacia el inglés en un intento de no perder audiencia gracias a varias críticas de la comunidad. Valfar fue un gran conocedor de la cultura de su país, lo cual está reflejado con sentimientos nacionalistas y orgullo en sus grandes composiciones.
El 14 de enero de 2004, salió de paseo hacia la cabaña de su familia en Fagereggi, pero nunca llegó a dicha cabaña. Tres días más tarde, las autoridades encontraron su cuerpo en Reppastølen, en el valle de Sogndal, su ciudad natal. Valfar quedó atrapado en una tormenta de nieve y murió de hipotermia a los 25 años.
Fue enterrado en la iglesia de Stedje, en Sogndal, el 27 de enero de 2004.